# Smilovy Hory
Smilovy Hory é uma comuna checa localizada na região da Boêmia do Sul, distrito de Tábor.